# Ozoir-le-Breuil
Ozoir-le-Breuil település Franciaországban, Eure-et-Loir megyében. Lakosainak száma 435 fő (2018. január 1.). Ozoir-le-Breuil Thiville, Villampuy, Villamblain, Membrolles és Prénouvellon községekkel határos.

## Népesség
A település népességének változása:
| Lakosok száma | 558  | 465  | 465  | 428  | 399  | 453  | 460  | 447  | 438  | 435  |
|               | 1968 | 1975 | 1982 | 1990 | 1999 | 2011 | 2013 | 2015 | 2017 | 2018 |